# Douglas City (Californie)
Douglas City est une census-designated place du comté de Trinity, dans l'État de Californie, aux États-Unis,. En 2020, elle compte une population de 868 habitants.